# Veronica Lario
Veronica Lario, pseudonimo di Miriam Raffaella Bartolini (Bologna, 19 luglio 1956), è un'attrice italiana, nota per essere stata la seconda moglie dell'imprenditore e politico Silvio Berlusconi, con cui ha avuto tre figli e da cui ha poi divorziato.

## Biografia
Miriam Raffaella Bartolini, in arte Veronica Lario, è figlia di Flora Bartolini e Vladimiro Capponi; fu registrata all'anagrafe con il cognome della madre in quanto il padre, all'epoca della sua nascita, era sposato con un'altra donna, e fino al 1975 il diritto di famiglia italiano impediva agli uomini coniugati il riconoscimento e l'assegnazione del proprio cognome ai figli nati dalle relazioni extraconiugali. Il padre di Flora, nonché nonno materno di Veronica Lario, Raffaele Bartolini, era un barrocciaio, nato nel 1907 e ucciso nel 1944 dai nazisti con altri 14 italiani nell'eccidio di Rio Conco di Vizzano.

## Carriera cinematografica e teatrale

Veronica Lario con l'allora compagno Enrico Maria Salerno nel 1979

Veronica Lario è stata attrice teatrale, cinematografica e televisiva. Nel 1979 apparve in due sceneggiati sul piccolo schermo, Bel Ami di Sandro Bolchi e La vedova e il piedipiatti di Mario Landi. Nel novembre dello stesso anno Enrico Maria Salerno (con cui ebbe una relazione sentimentale) la volle accanto a sé come protagonista femminile della commedia teatrale di Fernand Crommelynck Il magnifico cornuto, dove si esibiva senza veli.
Sul grande schermo è stata presente in due film. Il primo fu Tenebre, del 1982, diretto da Dario Argento, nel quale, in una celebre scena, le viene recisa la mano con un'ascia. Nei successivi passaggi televisivi avvenuti sulle reti Mediaset, le scene truculente con la Lario vennero autonomamente tagliate dal lungometraggio trasmesso; lo stesso Argento ironizzò sulla scelta della Rete di censurare la sequenza del taglio della mano.
Due anni più tardi recitò ancora da protagonista, diretta da Lina Wertmüller e accanto a Enrico Montesano, in Sotto... sotto... strapazzato da anomala passione.
La sua biografia autorizzata, Tendenza Veronica, è stata scritta da Maria Latella nel 2004 e nuovamente edita nel 2009, riveduta e ampliata, sempre per la Rizzoli.

## Vita privata
Ad una rappresentazione del Magnifico cornuto, al teatro Manzoni di Milano nel 1980, Veronica conobbe Silvio Berlusconi (1936-2023), proprietario del teatro, più anziano di lei di vent'anni, che a fine spettacolo volle incontrarla. I due iniziarono subito una relazione e l'attrice si trasferì, insieme alla madre, a vivere nella sede operativa della Fininvest, presso villa Borletti di Via Rovani a Milano; all'epoca Berlusconi era ancora coniugato con la sua prima moglie, Carla Dall'Oglio (1940), dalla quale aveva avuto i suoi primi due figli Marina (1966) e Pier Silvio (1969). L'8 ottobre 1985, successivamente al divorzio di Berlusconi dalla Dall'Oglio, i due iniziarono una convivenza ufficiale; si sposarono con rito civile il 15 dicembre 1990, dopo aver avuto i tre figli Barbara (30 luglio 1984), Eleonora (7 maggio 1986) e Luigi (27 settembre 1988). Prima della nascita della primogenita Barbara, la Lario era già rimasta incinta di Berlusconi una prima volta, nel 1982, ma si sottopose ad aborto tardivo al settimo mese di gravidanza, a causa di alcune malformazioni al feto scoperte solo al quinto mese. Berlusconi e la Lario si separarono nel 2009 e divorziarono nel 2014.
Sebbene sia stata la moglie del Presidente del Consiglio più longevo in assoluto dell'Italia repubblicana, ha preso parte a pochi eventi pubblici e raramente ha accompagnato il marito nelle occasioni ufficiali. Nel 2002 la stampa scandalistica ipotizzò una sua relazione sentimentale con Massimo Cacciari, filosofo e sindaco di Venezia dal 1993 al 2000 e dal 2005 al 2010 in quota centro-sinistra, il quale smentì categoricamente la cosa; Berlusconi più volte scherzò pubblicamente su tale vicenda.

## Esternazioni e polemiche
Nelle dichiarazioni pubbliche, la Lario ha spesso preso le distanze dalle idee e dalla linea politica del marito, guadagnandosi ampie simpatie da parte degli avversari politici di Berlusconi. Intervistata da MicroMega sulla guerra in Iraq, nel marzo 2003, espresse posizioni di simpatia e curiosità verso i movimenti pacifisti. Nell'ottobre dello stesso anno auspicò la messa in scena di L'anomalo bicefalo, commedia di Franca Rame incentrata sul marito e pesantemente critica verso di lui.
L'8 aprile 2005, intervistata dal Corriere della Sera nel periodo precedente ai referendum sulla fecondazione assistita, si espresse per il "sì" ai quesiti referendari, paragonandoli a quelli sull'aborto. Nella stessa intervista, circa l'invito della Chiesa cattolica all'astensione dal voto, affermò di temere, in caso di divieto delle tecniche di fecondazione assistita in Italia, il ricorso al viaggio in paesi esteri, che «meno scrupolosi, potrebbero consentire qualsiasi cosa» e che «non andare a votare significa non voler affrontare il problema. Essere chiamati al voto, invece, impone di informarsi, magari in linea con le proprie convinzioni religiose, filosofiche o politiche. L'importante è non fingere che il problema non esista».

### Lettera aperta e richiesta di scuse
Il 31 gennaio 2007 Veronica Lario inviò al quotidiano la Repubblica una lettera aperta nella quale richiedeva al marito di rivolgerle scuse pubbliche per le "frasi galanti" rivolte da quest'ultimo ad alcune signore presenti alla cerimonia dei Telegatti, tenutasi qualche giorno prima. Berlusconi si scusò con la moglie nel pomeriggio dello stesso giorno, attraverso un'altra lettera pubblica. L'episodio ebbe grande eco sui mass media italiani e internazionali.

### Il caso della minorenne Noemi Letizia
Il 3 ottobre 2007 ricevette gli elogi pubblici del candidato alle primarie del Partito Democratico Walter Veltroni, che ne lodò le doti di indipendenza e di curiosità intellettuale ed auspicò di averla nella sua squadra. Il 28 aprile 2009, con una e-mail in risposta ad alcune domande sul dibattito aperto dalla Fondazione Farefuturo, stigmatizzò duramente le belle donne candidate nel PdL, criticando il comportamento del marito (allora presidente del Consiglio) che, accompagnato dall'intera scorta, dopo aver sostato all'interno dell'aereo presidenziale per un'ora presso lo scalo napoletano di Capodichino, si recò a festeggiare il compimento della maggiore età di Noemi Letizia presso una discoteca-ristorante di Casoria.
Dopo le nuove esternazioni ai giornali sulla sua vita coniugale, effettuate nel mezzo della campagna elettorale per le europee, il presunto opportunismo del comportamento di Veronica Lario venne fortemente criticato da più parti. Fra tutti, l'intervento che suscitò maggior scalpore fu quello contenuto nell'editoriale di Vittorio Feltri, pubblicato sul quotidiano Libero del giorno successivo. Feltri definì la Lario «una donna stravagante, forse eccentrica» che «sicuramente è pericolosa per Berlusconi, capo del più grande partito italiano, impegnato nella campagna elettorale europea, e presidente del Consiglio. Un uomo cioè chiamato a responsabilità da cui non può essere distratto dai capricci rumorosi della moglie». Oltre alle considerazioni sull'opportunità politica delle esternazioni, l'editoriale di Feltri era accompagnato da alcune foto di scena a seno nudo della Lario, risalenti a più di 20 anni prima, e criticava pesantemente la sua coerenza morale, ironicamente descrivendola come una «velina ingrata» che dimenticava le proprie origini, che il giornalista considera assai comuni alle donne da lei messe sotto accusa.
(Vittorio Feltri, Veronica velina ingrata, editoriale su Libero, 30 aprile 2009)

### La separazione e il divorzio da Silvio Berlusconi
Il 3 maggio 2009 i maggiori quotidiani nazionali riportarono la notizia della richiesta di separazione avanzata da Veronica Lario e confermata dalla stessa tramite una dichiarazione rilasciata all'agenzia ANSA. Durante il periodo di separazione, la Lario continuò a vivere nella ottocentesca Villa Belvedere a Macherio.
La questione degli alimenti fu molto e lungamente dibattuta in sede legale. Nel dicembre 2012 la sentenza di separazione non consensuale depositata al tribunale di Milano fissava a 3 milioni di euro mensili l'assegno di mantenimento che Silvio Berlusconi avrebbe dovuto versare alla Lario, che rinunciava però alla villa di Macherio. Il 18 febbraio 2014 il tribunale di Monza, con una sentenza parziale, decretò lo scioglimento del matrimonio fra Veronica Lario e Silvio Berlusconi. Con la sentenza resa pubblica il 23 giugno 2015, lo stesso tribunale determinò l'importo dell'assegno di mantenimento in favore della Lario in 1,4 milioni di euro al mese.
Il 16 novembre 2017 la Corte d'Appello di Milano, accogliendo il ricorso presentato dalla difesa di Berlusconi contro la decisione del Tribunale di Monza, stabilì che l'ex marito non avrebbe dovuto versare l'assegno divorzile da 1,4 milioni di euro al mese all'ex moglie, la quale fu chiamata a restituire quanto percepito a partire dal marzo 2014, ovvero circa 60 milioni di euro. Contro questa sentenza, la Lario a inizio 2018 presentò ricorso in Cassazione, che però il 30 agosto 2019 confermò la sentenza d'appello, obbligando in via definitiva la Lario a restituire l'intera somma all'ex marito. In seguito i due raggiunsero un accordo extra-giudiziale secondo cui la Lario non avrebbe più percepito l'assegno di mantenimento, ma al contempo non doveva restituire quanto già ricevuto.

## Nella cultura di massa
È stata una delle personalità femminili intervistate dalla scrittrice Paola Severini Melograni nel suo libro Le mogli della Repubblica.
Nel 2018 è uscito il film Loro di Paolo Sorrentino, incentrato sulla figura dell'ex marito, in cui è stata impersonata da Elena Sofia Ricci.

## Filmografia

Veronica Lario in Tenebre di Dario Argento (1982)

### Cinema
- Tenebre, regia di Dario Argento (1982)
- Sotto.. sotto.. strapazzato da anomala passione, regia di Lina Wertmüller (1984)

### Televisione
- La vedova e il piedipiatti, regia di Mario Landi – miniserie TV  (1979)
- Bel Ami, regia di Sandro Bolchi – miniserie TV (1979)
- I giochi del diavolo, regia di Marcello Aliprandi – miniserie TV, episodio 4 (1981)

## Teatro
- L'idealista, di Fulvio Tomizza, da Ivan Cankar, regia di Francesco Macedonio. Teatro Stabile di Trieste (1976)
- Il magnifico cornuto (Le cocu magnifique), di Fernand Crommelynck, regia di Enrico Maria Salerno, Fabriano, 8 novembre 1979.
- Io, l'erede!, di Eduardo De Filippo, regia di Enrico Maria Salerno. Teatro Goldoni di Livorno, 14 novembre 1980.
- Questi fantasmi!, di Eduardo De Filippo, regia di Enrico Maria Salerno. Teatro Quirino di Roma, dal 27 ottobre 1981.